# Пророчествата на Вьолва
„Пророчествата на Вьолва“ или „Вьолуспа“ (на исландски: Völuspá) е първата и най-известна поема от Поетичната Еда. Разказва историята за създаването на света и идващия му край, разказана на публиката от вьолва, която говори на Один. Тя е една от най-важните и основни източници за изучаване на скандинавската митология. Хенри Адам Белоус предлага датировка X век и авторство на езически исландец с познания за християнството. Той също така предполага, че слушателите са били много добре запознати с историята на поемата и не са се нуждаели от допълнителни обяснения.
Поемата е запазена цялостно в Codex Regius и ръкописите Hauksbók, докато части от нея са цитирани в Прозаичната Еда. Състои се от приблизително 60 стиха.

## Сюжет
Поемата започва, когато вьолвата моли за тишина „синовете на Хеймдал“ (човеците) и пита Один дали иска да му рецитира древна история. Тя казва, че помни великани, родени през античността, които са я отгледали. След това започва да разказва мита за сътворението и споменава Имир; светът е бил празен, докато синовете на Бьор не вдигнали земята от океана. След това асите установили ред в космоса като намерили място за слънцето, луната и звездите и така цикълът на деня и нощта започнал. Последвала златна епоха, в която асите имали много злато, строели храмове и правили инструменти. Тази златна епоха свършила с идването на три мощни великана от Йотунхайм. Тогава асите създали джуджетата, от които Мотсогнир и Дурин били най-силни.
В този момент свършват десет стиха от поемата и следват шест, които съдържат имена на джуджета. Тази част, понякога наричана „Dvergatal“ („Каталог на джуджетата“), е обикновено считан за интерполация и затова понякога е премахван от редактори и преводачи.
След „Dvergatal“ се разказва за сътворението на първите мъж и жена и дървото Игдрасил е описано. Припомня се изгарянето на Гулвейг, довело до първата „народна“ война и какво се случва в борбата между асите и ваните. След това тя разказва за времето, когато Фрея е дадена на великаните, което често се интерпретира като препратка към мита за великанския строител, разказана в Гюлфагининг 42.
Вьолвата разкрива на Один, че знае някои от неговите собствени тайни и че е пожертвал окото си в преследване на знание. Тя му казва, че знае къде е скрито окото му. В няколко рефрена го пита дали е разбрал или желае да чуе повече.
Във версията от Codex Regius вьолвата описва убийството на Балдур, най-добрият и честен бог и врагът на Локи. След това тя предвещава падението на боговете, където пожар и наводнение обсипват рая и земята, докато боговете се бият в последната си битка с враговете си. Това е „залезът на боговете“ – Рагнарьок. Тя описва зова за бой, смъртта на много от боговете и как самият Один е убит от Фенрир, славния вълк. Тор, богът на гръмотевиците и заклет защитник на земята, се изправя срещу Йормунганд, световната змия, и побеждава, но след девет крачки пада. Видар се изправя срещу Фенрир и му разтваря челюстта преди да намушка вълка в сърцето с копие. Бог Фрейр се бие с великана Сурт, който владее огнен меч, блестящ по-силно от слънцето, и Фрейр пада.
Накрая нов прероден свят ще се издигне от пепелта на смъртта и разрухата, където Балдур и Хьод ще живеят отново в свят, където земята ще зелинее без да сеитба. Оцелелите аси се събират отново с Хьонир на полето Идавол, обсъждайки Йормунганд, велики случки от миналото и руиническата азбука. Последният стих описва неочакваната поява на дракона Нидхьог, носейки трупове на крила, преди вьолвата да излезе от транса си.

## В съвременната култура
- Дж. Р. Р. Толкин, филолог запознат с Вьолуспа, използва имената от „Dvergatal“ за джуджетата в своя „Хобит“.

- Норвежката група Бурзум пуска скалдически метъл албум, наречен Umskiptar.
- Стихове от Вьолуспа също са използвани в певческа форма във „Викинги“